# Sistema endomembranoso

Detalhe do sistema da endomembrana e seus componentes

Bicapa lipídica.

O sistema endomembranoso é composto por membranas diferentes, que estão suspensas no citoplasma dentro de uma célula eucariótica. Estas membranas dividem a célula em compartimentos funcionais e estruturais, ou organelas. Em eucariontes, as organelas do sistema endomembranoso incluem: o envoltório nuclear, retículo endoplasmático, o complexo de Golgi, lisossomos, vacúolos, vesículas e a membrana celular. O sistema é definido com mais precisão como o conjunto de membranas que formam uma única unidade funcional e de desenvolvimento, quer ser conectados diretamente ou através de troca de material de transporte vesicular. É importante ressaltar, o sistema endomembranoso não inclui as membranas das mitocôndrias e cloroplastos.
O envoltório nuclear é uma membrana que contém duas camadas, que engloba o conteúdo do núcleo. O retículo endoplasmático é uma organela sintetizante e transportadora, dentro do citoplasma, em células animais e vegetais. O aparelho de Golgi é uma série de múltiplos compartimentos, onde moléculas são "empacotadas para entregar" outros componentes celulares ou pela secreção da célula. Os vacúolos, que são encontrados tanto em células animais e vegetais (embora muito maior nas células vegetais), são responsáveis pela manutenção da forma e da estrutura da célula, bem como resíduos de produtos de armazenamento. A vesícula é uma membrana-bolsa fechada e relativamente pequena que armazena ou transporta substâncias. A membrana plasmática, também conhecida como a membrana celular, é uma barreira de proteção que regula o que entra e sai da célula. Há também uma organela conhecido como o spitzenkörper que só é encontrada em fungos, e está ligado com o crescimento da ponta das hifas.
Em procariontes, as endomembranas são raras, embora em muitas bactérias  fotossintéticas da membrana plasmática é muito mais dobrado e do citoplasma da célula é preenchida com camadas de membrana de coleta de luz. Estas membranas de captação de luz pode até formar estruturas fechadas chamado clorossomos nas bactérias sulfúricas verdes.
As organelas do sistema estão relacionadas através do contato direto ou através da transferência de segmentos da membrana como a vesícula. Apesar destas relações, as várias membranas não são idênticas na estrutura e função. A espessura, a composição molecular e comportamento metabólico de uma membrana não são fixas, elas podem ser modificadas diversas vezes durante a vida da membrana. Uma característica unificar as partes membranas é uma bicapa lipídica, com proteínas ligadas a qualquer lado ou percorrendo-las.

## Conceito

Organização da balsa lipídica:
A- espaço intracelular ou citosol;
B- espaço extracelular ou vesícula/lúmen do aparelho de Golgi;
1- membrana não-balsa;
2- balsas lipídicas;
3- balsas lipídicas associadas com a proteína transmembranar;
4- proteína de membrana não-balsa;
5- modificações da glicosilação (em glicoproteínas e glicolipídios);
6- proteína GPI-ancorada;
7- Colesterol;
8- Glicolipídeo

A maioria dos lipídeos são sintetizados na fermentação ou no retículo endoplasmático, as partículas lipídicas, ou na mitocôndria, a síntese de lipídios com pouca ou nenhuma ocorrência na membrana plasmática ou membrana nuclear. Biossínteses  esfingolipídicas começam no retículo endoplasmático, mas é concluída no complexo de Golgi. A situação é a mesma para os mamíferos, com exceção dos primeiros passos na biossíntese dos éteres lipídicos, que ocorrem nos peroxissomos. As várias membranas que envolvem as organelas subcelulares outras devem ser construídas pela transferência de lipídeos destes sínteses. No entanto, embora seja claro que o transporte de lipídios é um processo central na biogênese de organelas, os mecanismos pelos quais os lipídios são transportados para as células continuam a ser mal entendido.
A primeira proposta que as membranas dentro de células formam um único sistema que o intercâmbio de material entre seus componentes foi de Morré e Mollenhauer em 1974. Esta proposta foi feita como uma forma de explicar como as membranas lipídicas vários são montadas na célula, com estas membranas são montadas através de um fluxo de lipídios a partir de síntese lipídica.
A ideia de fluxo de lipídios através de um sistema contínuo de membranas e vesículas foi uma alternativa para as membranas sendo várias entidades independentes que são formados a partir de transporte de componentes lipídicos livres, como os ácidos graxos e esteróis, através do citosol. Importante, o transporte dos lipídios através do  citosol e fluxo lipídico através de um sistema endomembranoso contínuo não são mutuamente exclusivos e os dois processos podem ocorrer nas células.